# Ophthalmotilapia ventralis
Ophthalmotilapia ventralis es una especie de peces de la familia Cichlidae en el orden de los Perciformes.

## Morfología
Los machos pueden llegar alcanzar los 15 cm de longitud total.

## Depredadores
Es depredado por Plecodus straeleni .

## Hábitat
Es una especie de clima tropical que vive entre 23 °C-25 °C  de temperatura.

## Distribución geográfica
Se encuentra en África:  al sur del lago Tanganika.